# Tripita
Juan de los Santos Castellanos Rojas (Callao, 1 de noviembre de 1959-Callao, 21 de junio de 2008), conocido por su nombre artístico Tripita o también como Tripa, fue un comediante peruano. Alcanzó reconocimiento por haber consolidado su carrera artística como cómico ambulante, en el cual logró participar en programas humorísticos en su país durante los años 1990.

## Biografía
Nació el 1 de noviembre de 1959 en Callao, bajo el nombre completo de Juan de los Santos Castellanos Rojas.
Proveniente de una familia de clase baja, comenzó su carrera artística a los nueve años como artista de circo por la intervención de sus padres, mostrando su talento heredado de ambos.
A partir de los años 80, inicia su etapa como cómico ambulante bajo el nombre artístico de Tripita, presentándose en la Plaza San Martín, en el cual Castellanos añadió un nuevo estilo cómico dentro de sus monólogos y chistes llamado «humor callejero», convirtiéndose así en uno de los pioneros de la comedia popular peruana, siendo la fuente de inspiración de los nuevos valores.En una entrevista para el podcast B&H, el comediante José Luis Cachay consideró a Tripita como «el maestro de los cómicos ambulantes», debido por la excelencia a su trayectoria artística. Durante esa etapa, Tripita compartió escenario con el también humorista Manolo Rojas.
Pero fue gracias a Augusto Ferrando quién lo invitó a concursar en el segmento El ambulante de la risa de su programa Trampolín a la fama en el año 1991, consagrándose finalmente como ganador del concurso, además de ser señalado por el fallecido presentador como «el Cantinflas peruano». Fruto de su fama de su faceta cómica, Castellanos se incursiona en la televisión peruana participando en el reparto principal de la comedia Los reyes de la risa de Red Global en 1998, conformando el elenco al lado de los otros humoristas Lorenzo Zubiate «Mondonguito», Kike Suero, Danny Rosales, Héctor Chavarria «Loncherita», César Mori «Puchito», Edwin Aurora y Cachay sin conseguir el éxito.
Tras la cancelación, volvió a trabajar con ellos en el otro formato Los ambulantes de la risa por el canal Panamericana en 1999, contando con la producción de Efraín Aguilar, manteniéndose por dos temporadas consecutivas hasta el año siguiente. Previo a ello, Tripita fue invitado a los programas de entrevistas de Mónica Zevallos durante esa época.
Retirado de la televisión, continuó con su carrera artística a inicios de los 2000, participando en presentaciones en su ciudad natal y concursó en el Campeonato de Humoristas en Chile, ocupando el segundo puesto. Vivió sus últimos años en Pisco, donde formó su propia familia, además de atravesar los problemas económicos y el abandono.
En el año 2007 fue detectado con cáncer de ganglios, en el cual afectó en todo su cuerpo y sufrió un cuadro de anemia. Debido a ello, en mayo de 2008 Tripita lanzó una campaña social por su estado de salud a través de la plataforma YouTube. Fue trasladado a su ciudad natal, donde fue llevado de emergencia al Hospital Nacional Daniel Alcides Carrión, siendo internado en unidad de cuidados intensivos. Lamentablemente, Castellanos falleció la noche del 21 de junio de ese año a la edad de 48 años, quedando en la orfandad sus seis hijos, uno de ellos no reconocido. La noticia de su deceso remeció en los medios locales y programas televisivos de la época.
Algunas personalidades como Ernesto Pimentel, Janet Barboza, Luigi Monteghirfo y sus compañeros de elenco Mondonguito y Kike, mostraron las condolencias a la familia Castellanos. Sus restos fueron velados en su antigua casa hasta su entierro en el Cementerio Baquijano del Callao en compañía de fanáticos, amigos y familiares.

## Televisión
- Trampolín a la fama (1991), concursante del segmento El ambulante de la risa.
- Los reyes de la risa (1998), comediante y parte del elenco.
- Entre nos (1998), comediante invitado.
- Los ambulantes de la risa (1999-2000), comediante y parte del elenco.